# Hygronarius
Hygronarius Niskanen & Liimat. – rodzaj grzybów z rodziny zasłonakowatych (Cortinariaceae).

## Systematyka i nazewnictwo
Pozycja w klasyfikacji według Index Fungorum: Aureonarius, Cortinariaceae, Agaricales, Agaricomycetidae, Agaricomycetes, Agaricomycotina, Basidiomycota, Fungi.
Gatunki:
- Hygronarius austroduracinus (M.M. Moser) Liimat. & Niskanen 2022
- Hygronarius parahumilis (Garnica) Liimat. & Niskanen 2022
- Hygronarius renidens (Fr.) Niskanen & Liimat. 2022 – tzw. zasłonak nerkowaty
- Hygronarius viridibasalis (M.M. Moser) Liimat. & Niskanen 2022
- Hygronarius viscincisus (Soop) Niskanen & Liimat. 2022

Nazwy naukowe na podstawie Index Fungorum. Wykaz gatunków i nazwy polskie według Władysława Wojewody. Gdy W. Wojewoda w 2003 r. podał polskie nazwy, gatunki te należały do rodzaju Cortinarius (zasłonak), po przeniesieniu do rodzaju Hygronarius stały się niespójne z aktualną nazwą naukową.